# Belatucadros

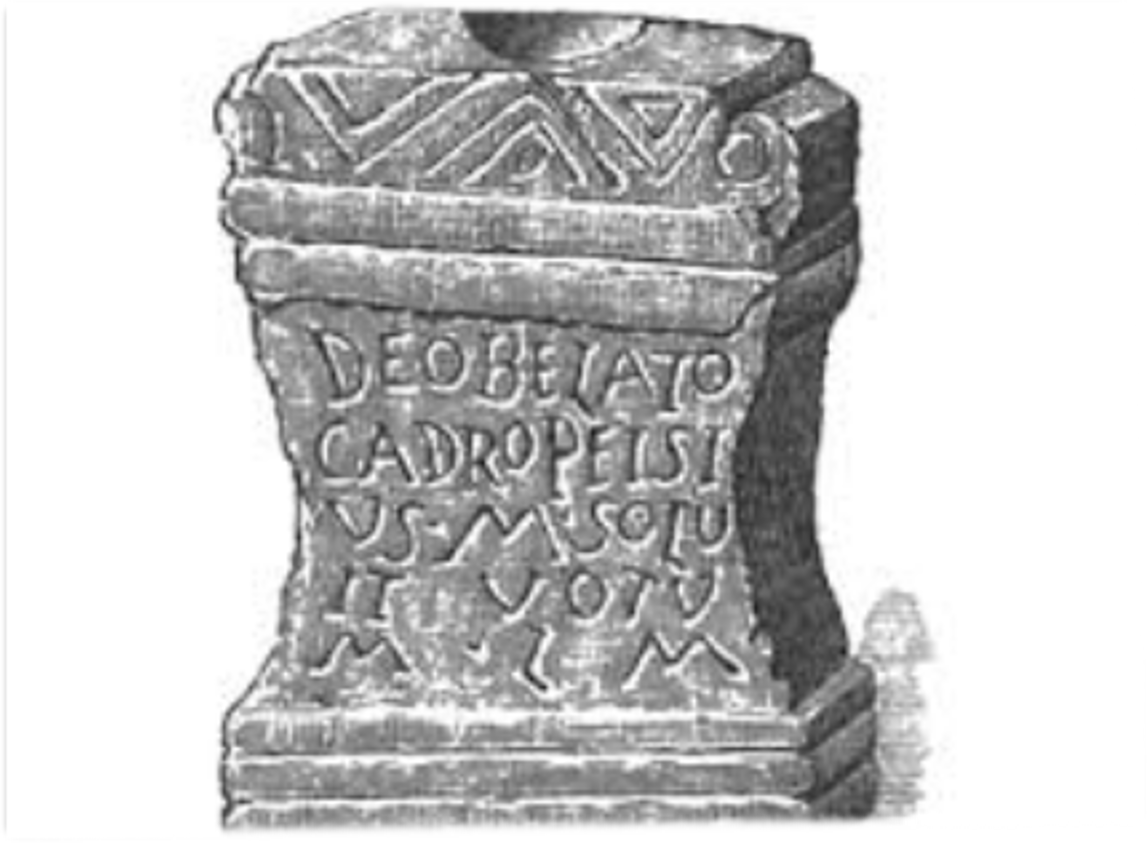
Altar des Belatocairus aus Kirkbride

Belatucadros, auch Belatucadrus, Belatucairos und Balatocarus („der Schöne und Strahlende“), ist eine keltische Gottheit, die in Cumbria im Nordwesten Englands als Kriegsgott verehrt wurde, so vielleicht vom keltischen Stamm der Votadinen und auch von den Pikten.

## Mythologie
In der Interpretatio Romana wird er mit dem Kriegsgott Mars gleichgesetzt, wie ungefähr 25 Inschriften mit verschiedenen Schreibweisen des Namens belegen. Die Mehrheit dieser Inschriften fand man in der Nähe des Hadrianswalls, nahe der schottischen Grenze, z. B. bei Penrith in Cumbria (Voreda, Provinz Britannia). In einigen Inschriften wird Belatucadros als Mars Belatucadros erwähnt.
Unklar ist, ob die Darstellungen eines gehörnten, mit Speer und Schild bewaffneten Kriegsgottes in Nordbritannien Darstellungen des Belatucadros oder des Cocidius sind.